# Brigitte Glur
Brigitte Glur (18 gennaio 1959) è un'ex sciatrice alpina svizzera.

## Biografia
Sciatrice polivalente originaria di Schönried di Saanen, nella stagione 1975-1976 in Coppa Europa si piazzò 3ª nella classifica di discesa libera; in Coppa del Mondo ottenne il primo piazzamento a punti il 19 gennaio 1979 a Meiringen in slalom speciale chiudendo al 6º posto e tale risultato sarebbe rimasto il migliore della Glur nel massimo circuito internazionale, replicato il 4 febbraio dello stesso anno a Pfronten in combinata e il 29 febbraio 1980 a Waterville Valley in slalom speciale. L'ultimo risultato della sua carriera agonistica fu l'11º posto ottenuto nello slalom speciale di Coppa del Mondo disputato a Lenggries il 22 gennaio 1982; non prese parte a rassegne olimpiche e non ottenne piazzamenti ai Campionati mondiali.

## Palmarès

### Coppa del Mondo
- Miglior piazzamento in classifica generale: 16ª nel 1979